# Dealu, Harghita
Dealu (în maghiară Oroszhegy, în trad. "Dealul Rusului") este satul de reședință al comunei cu același nume din județul Harghita, Transilvania, România.

## Imagini

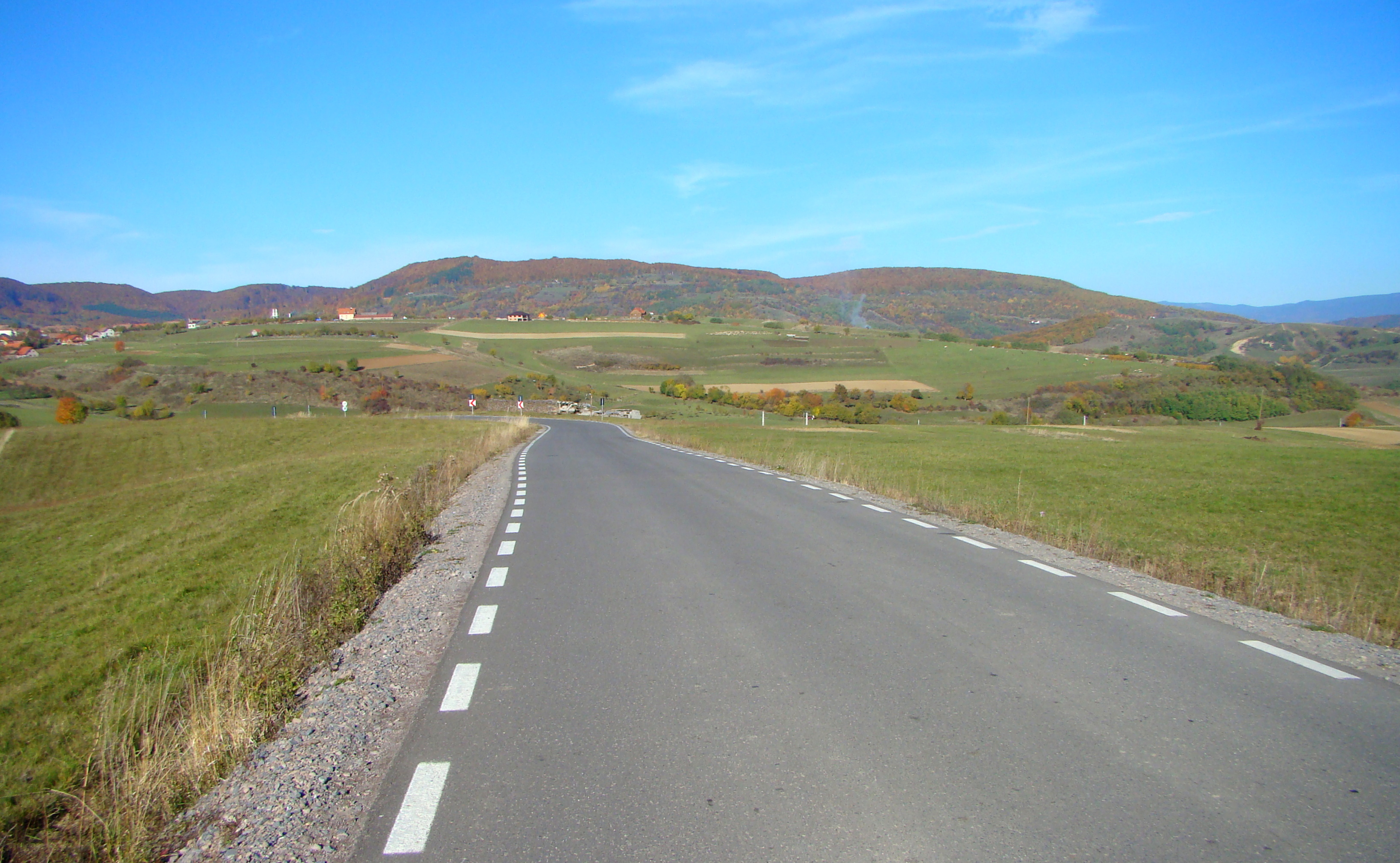
Drumul Ulcani-Dealu
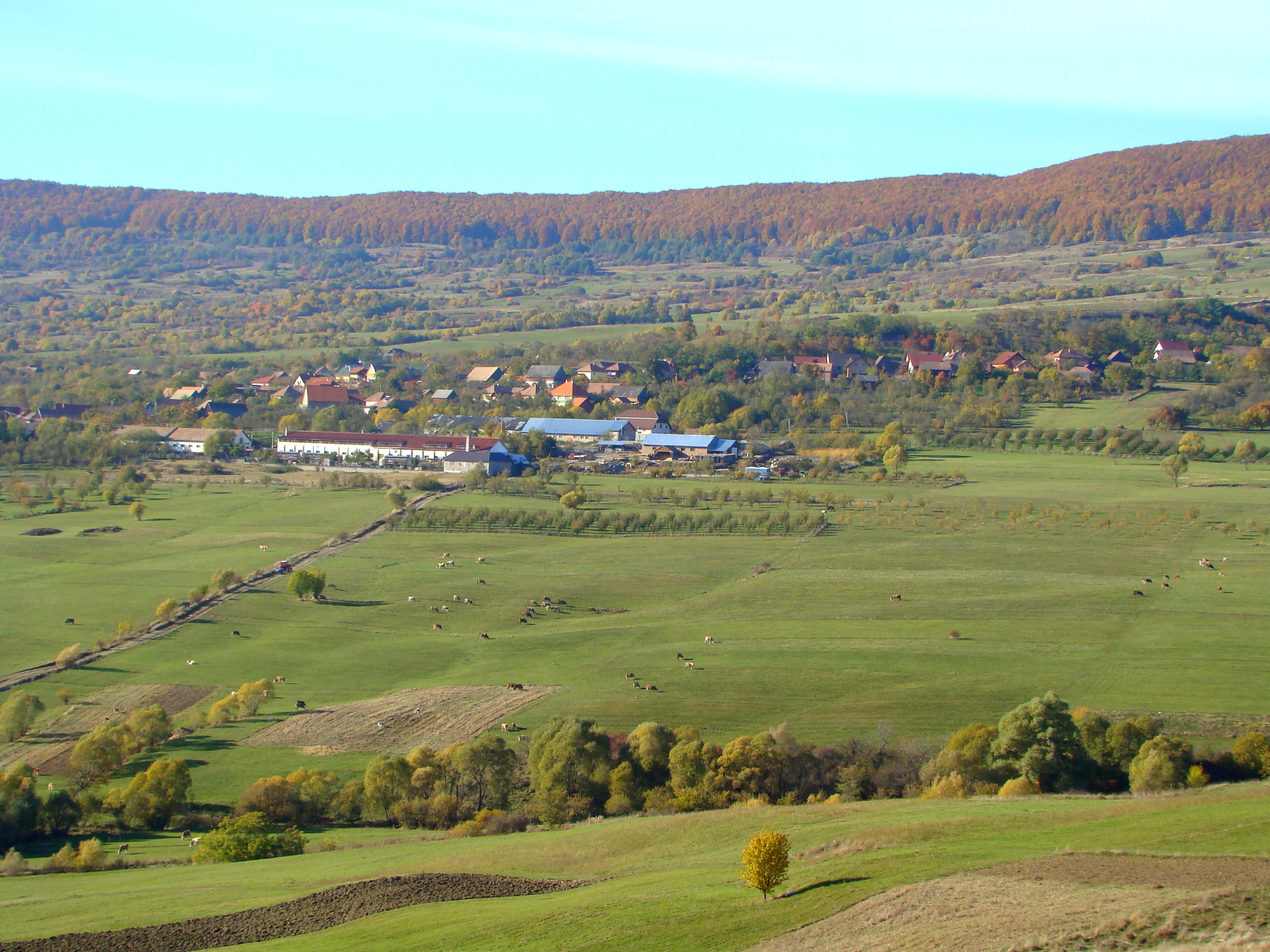
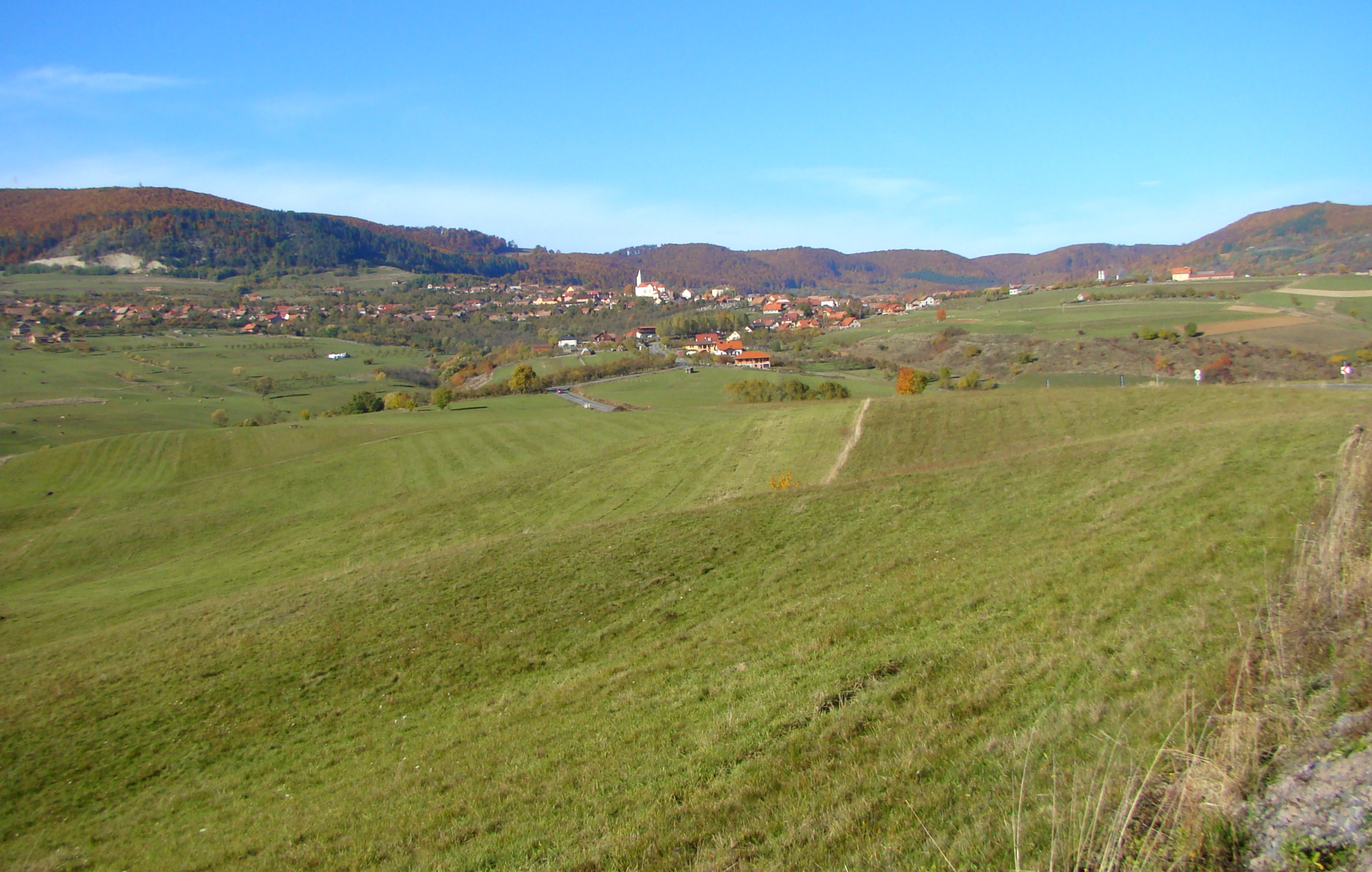
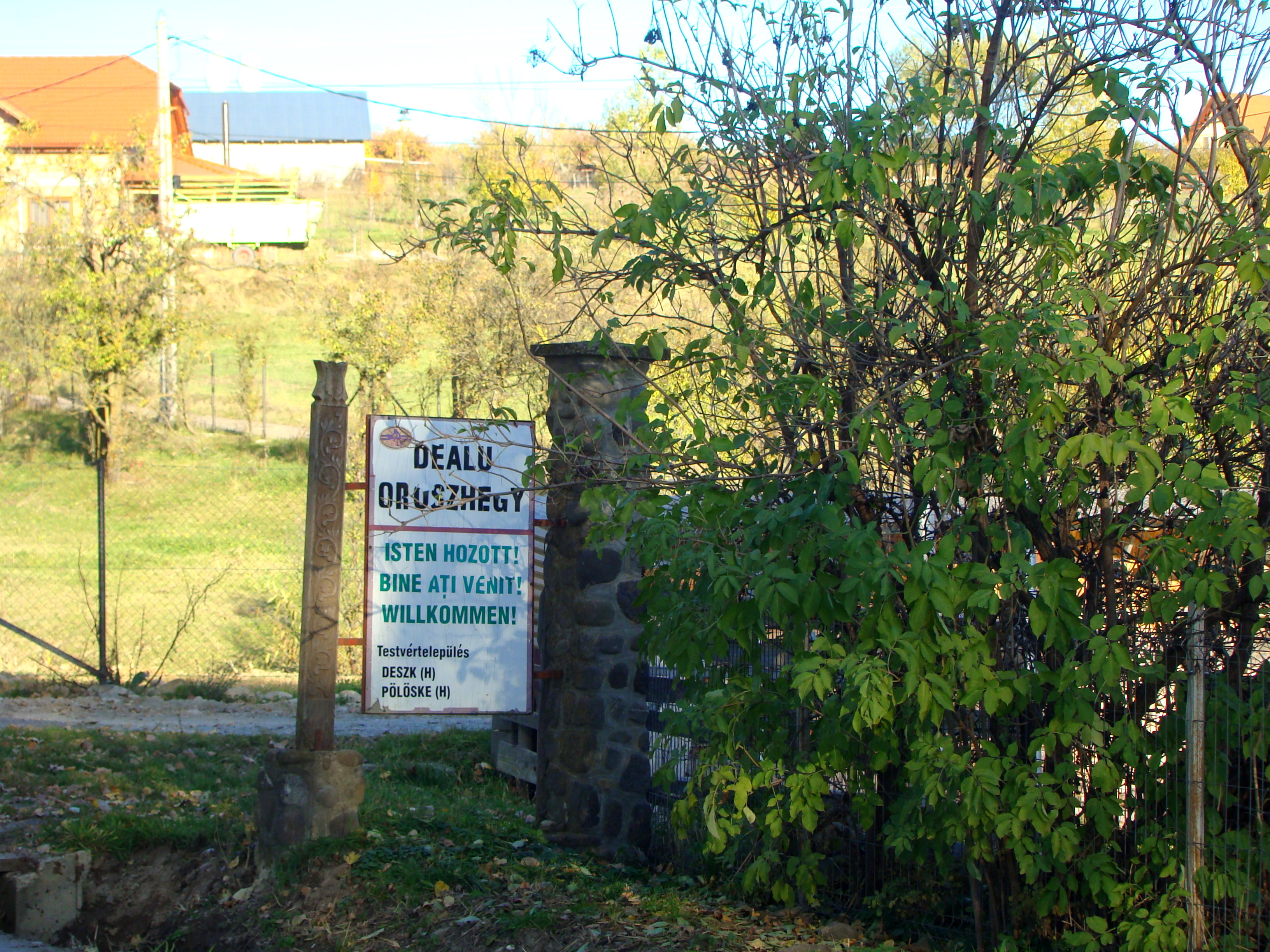
Intrarea în localitate
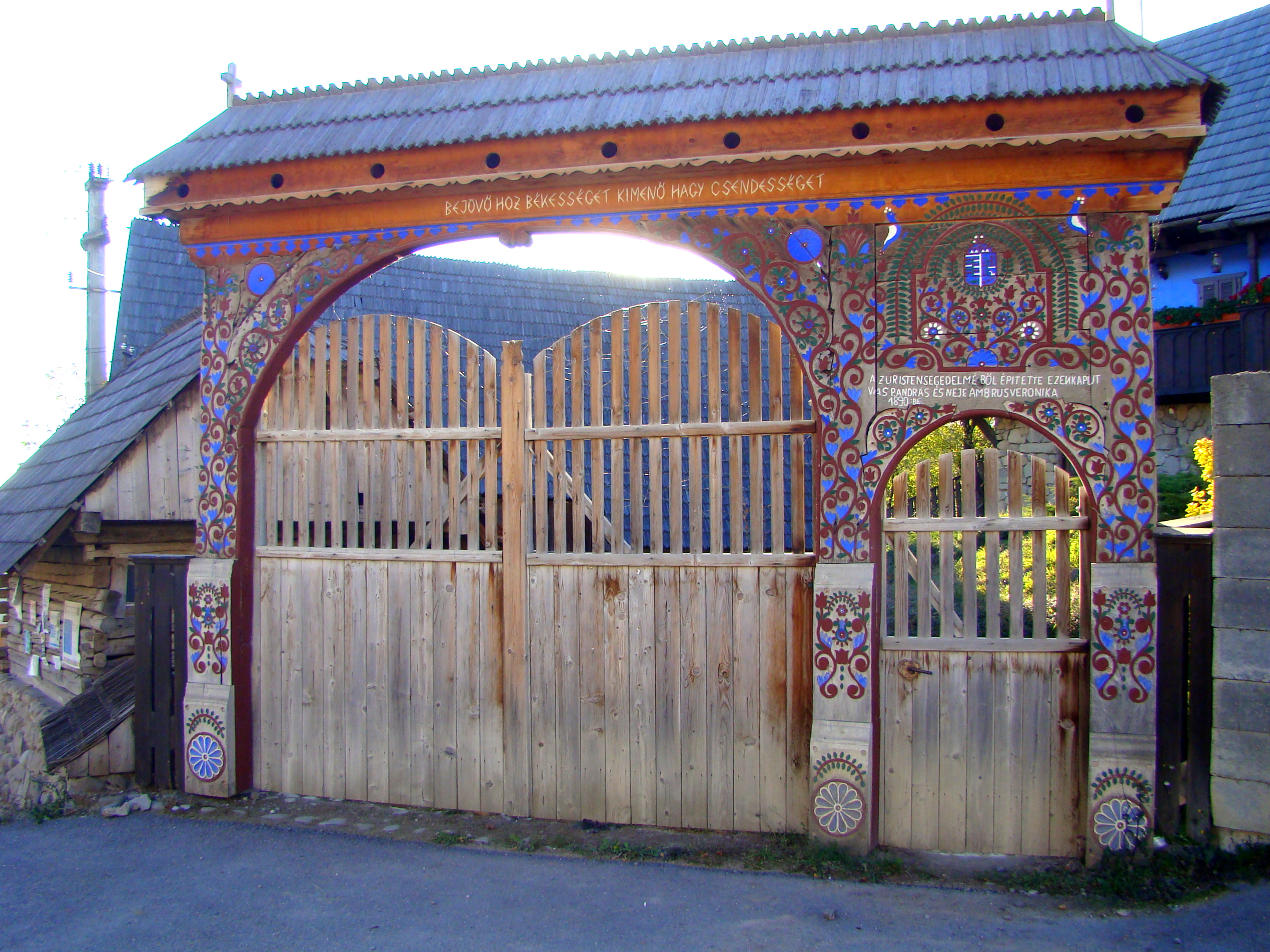
Poartă secuiască de lemn
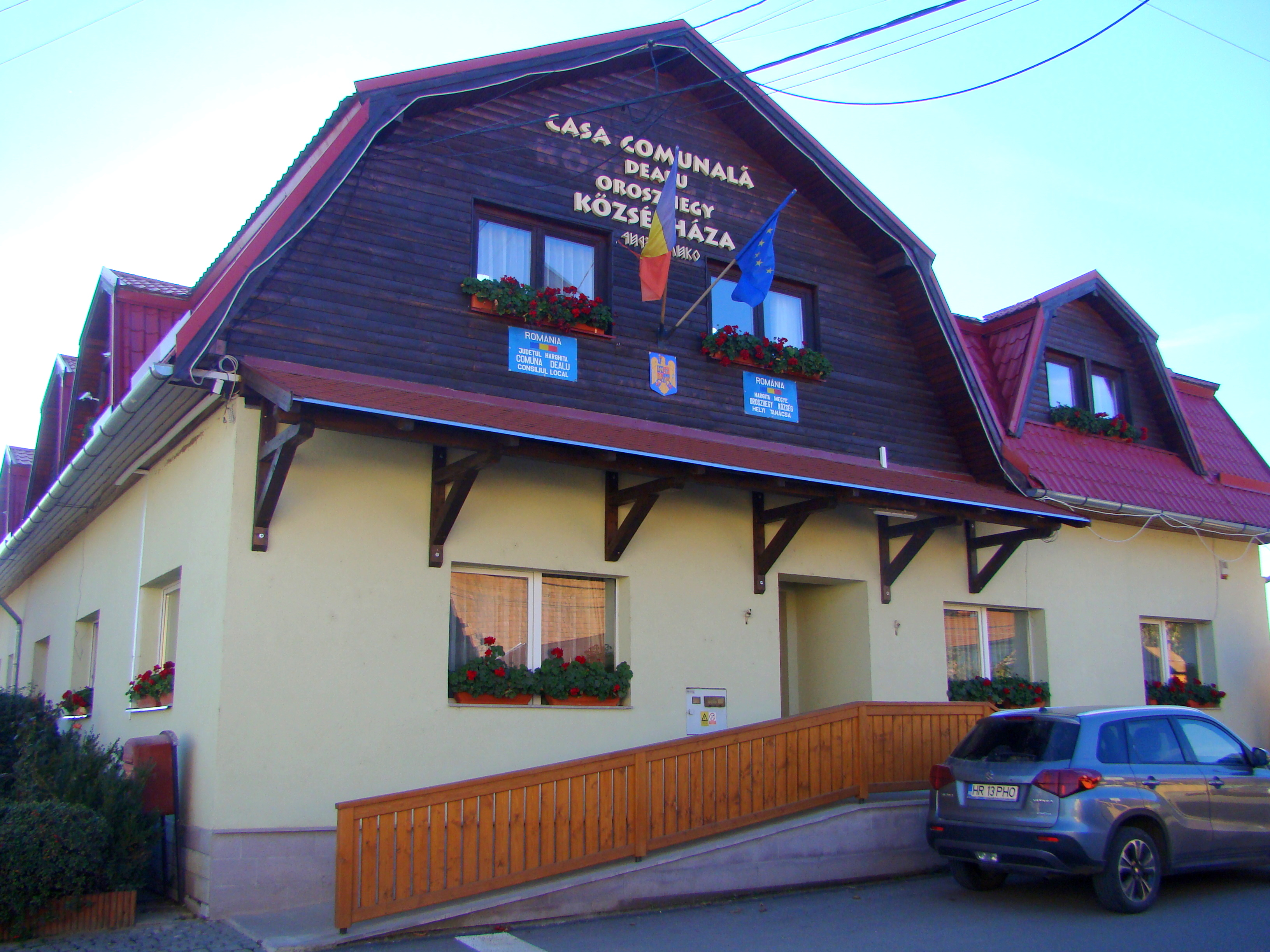
Primăria
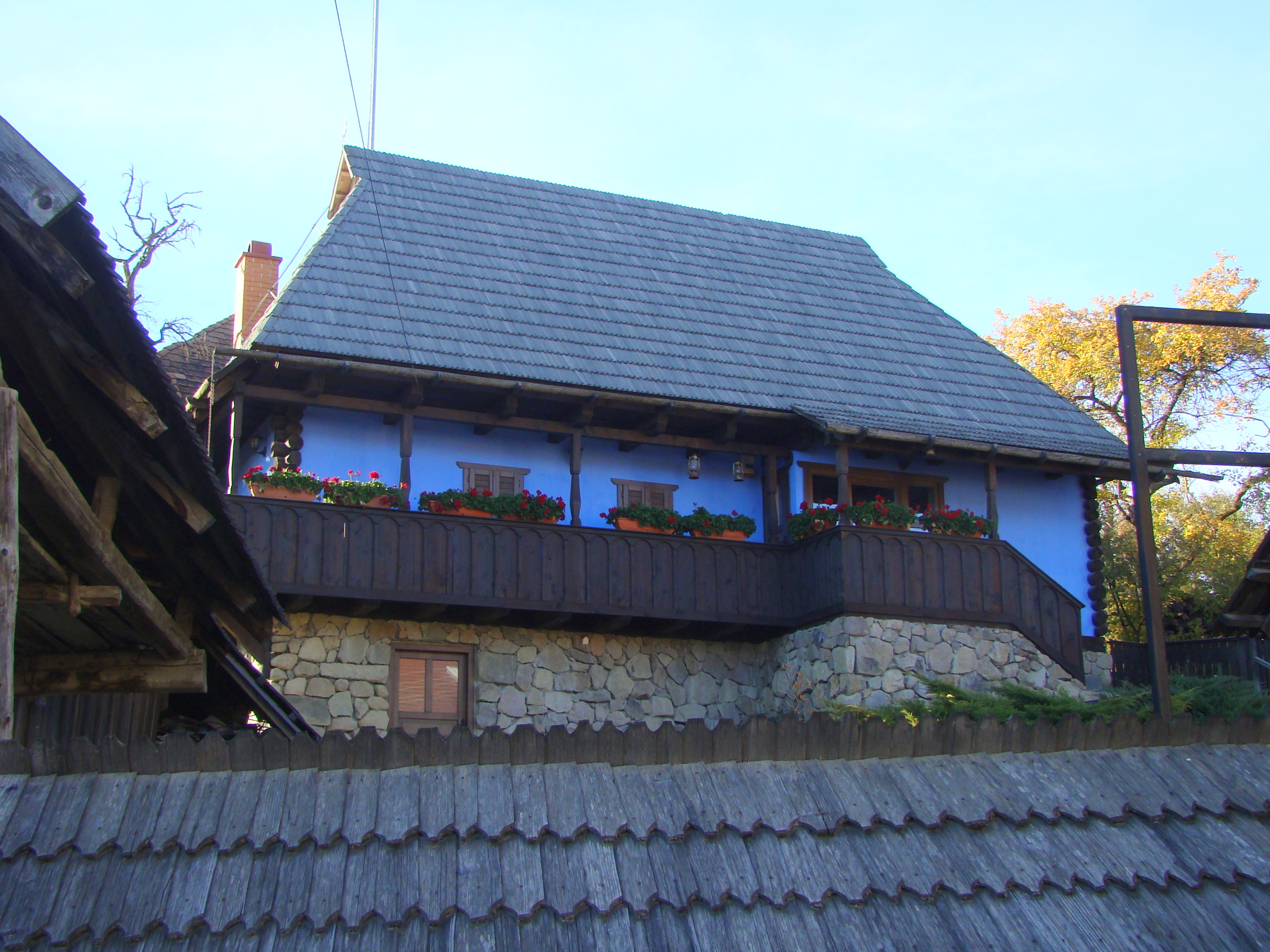
Casă veche de lemn
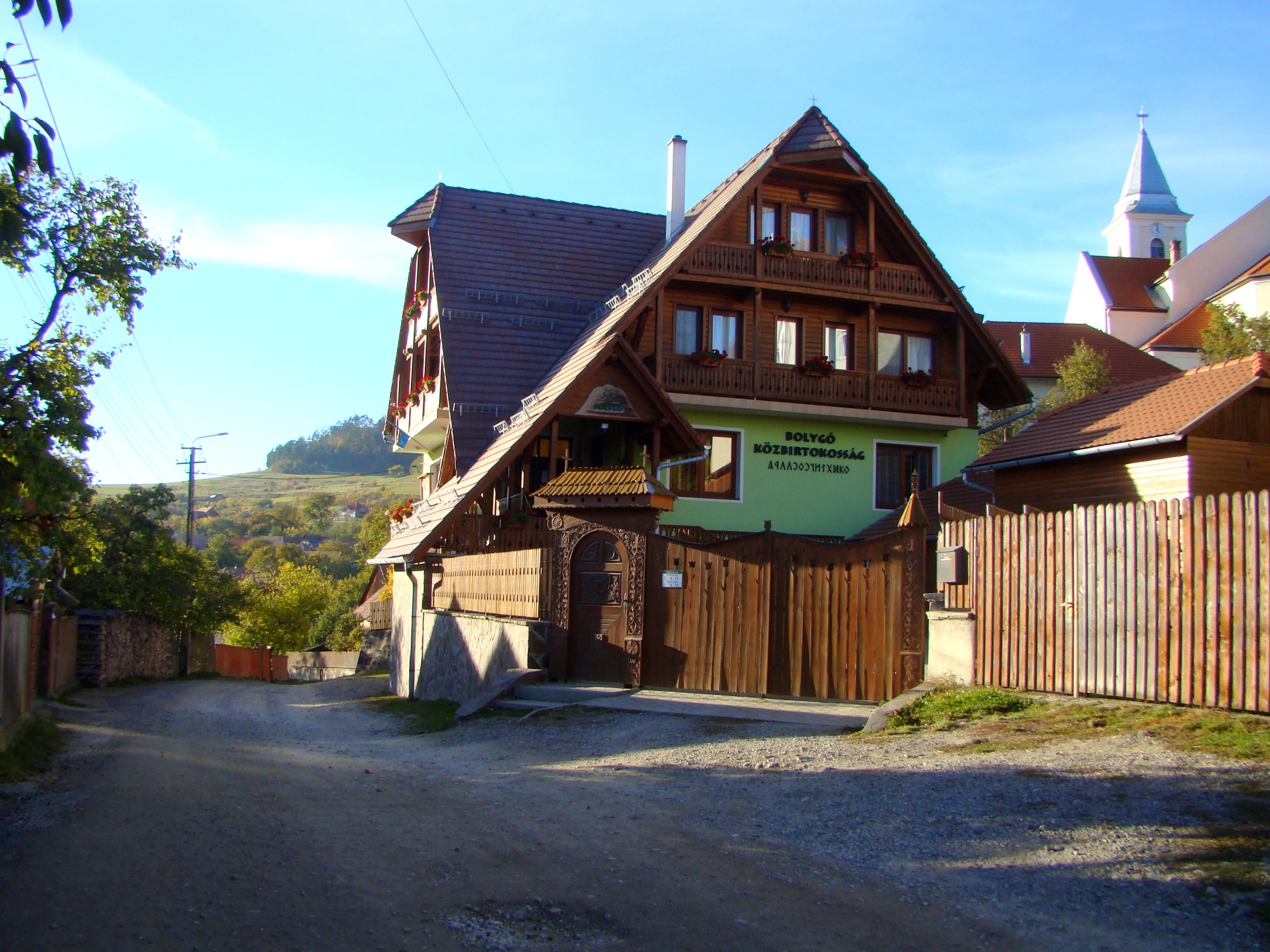
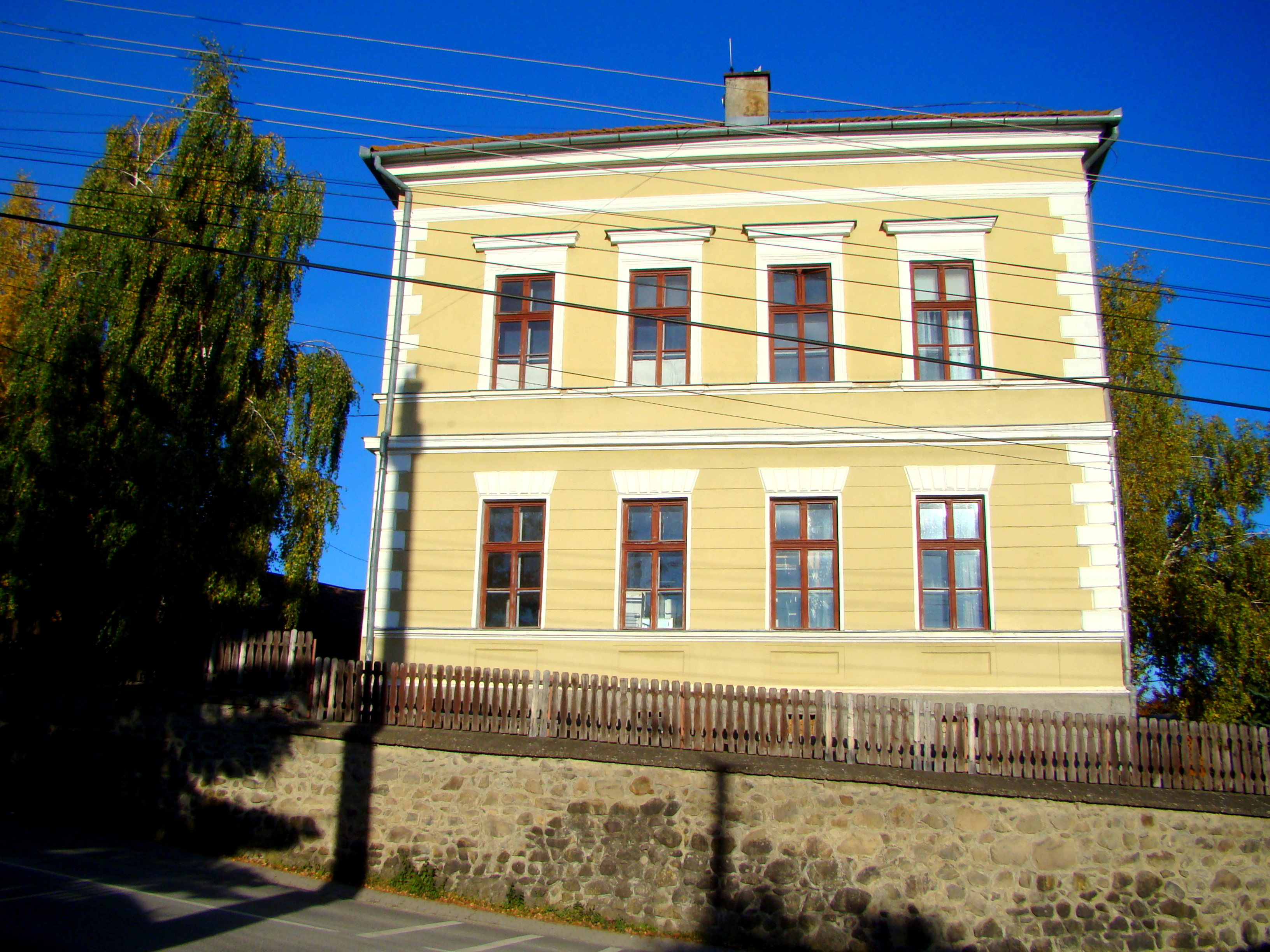
Școala
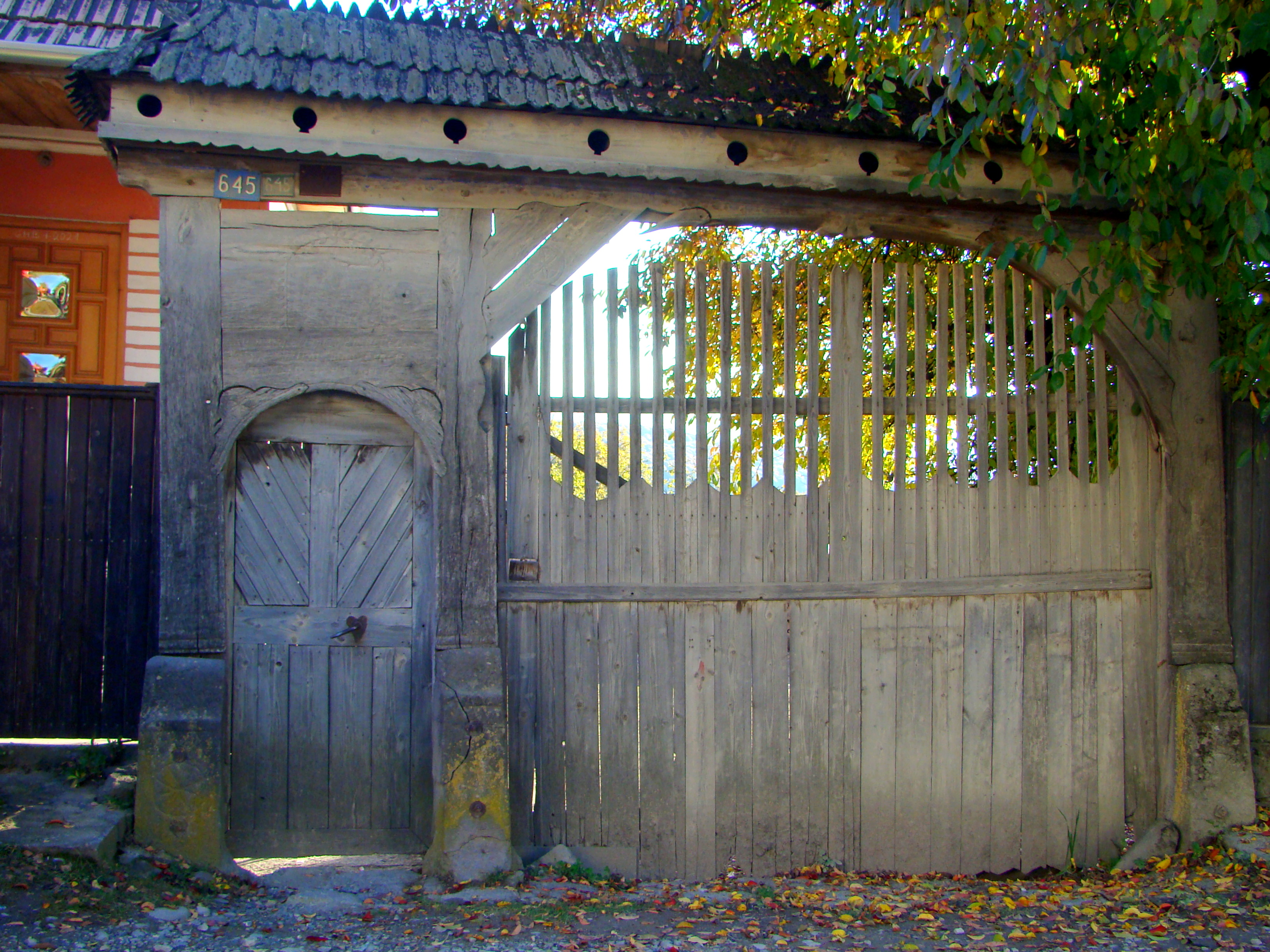
Poartă secuiască de lemn
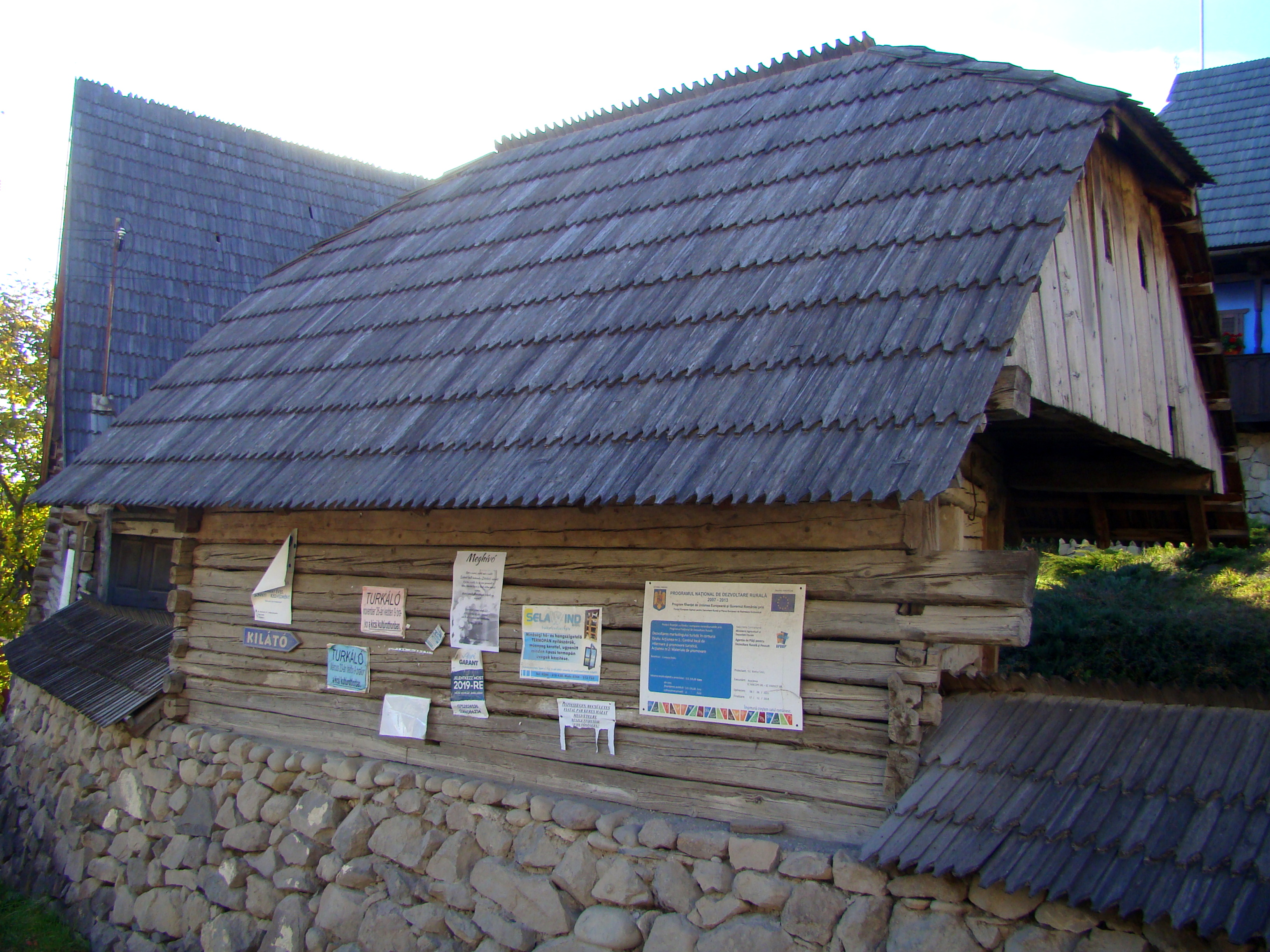
Casă veche de lemn
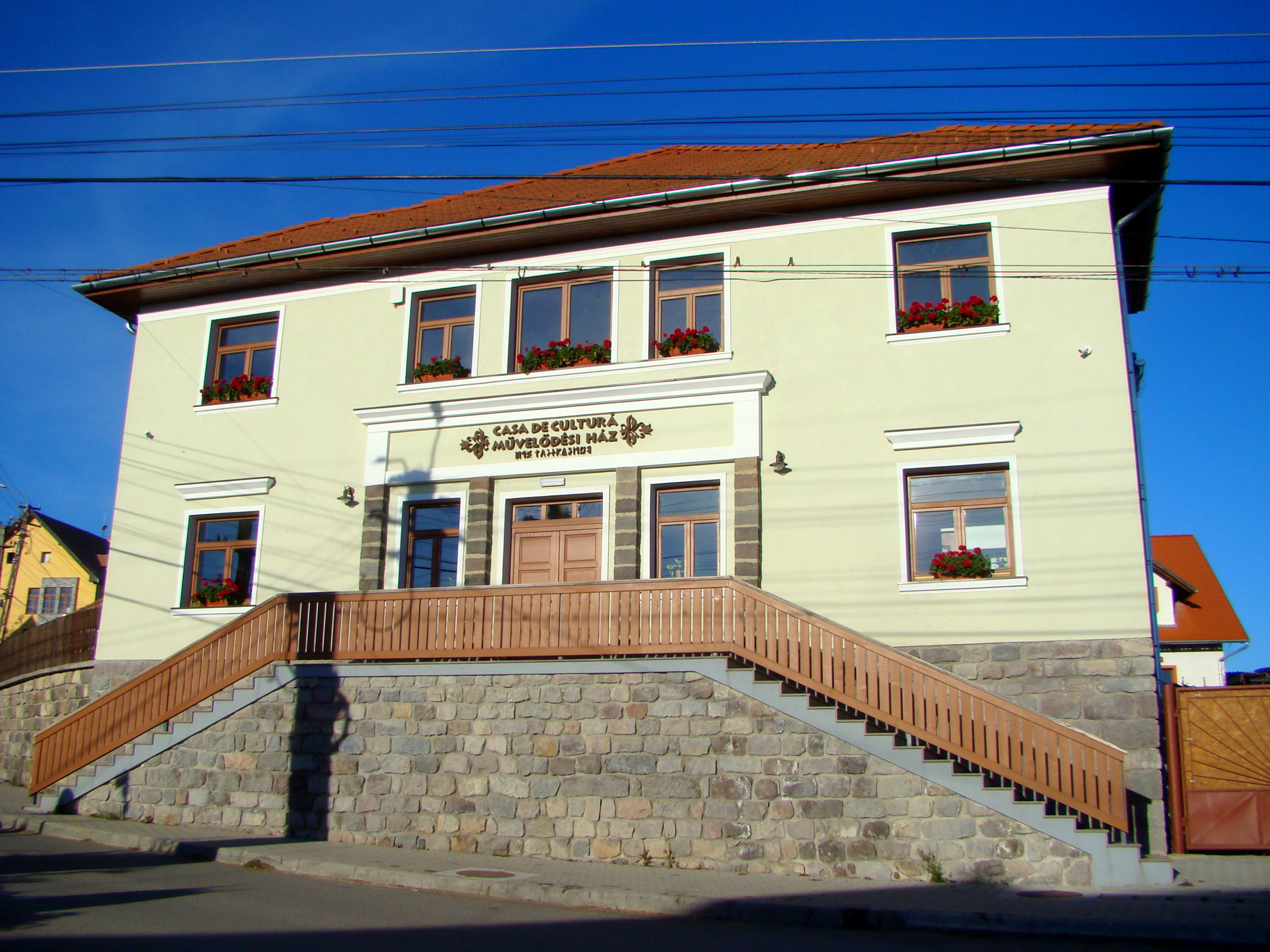
Casa de cultură
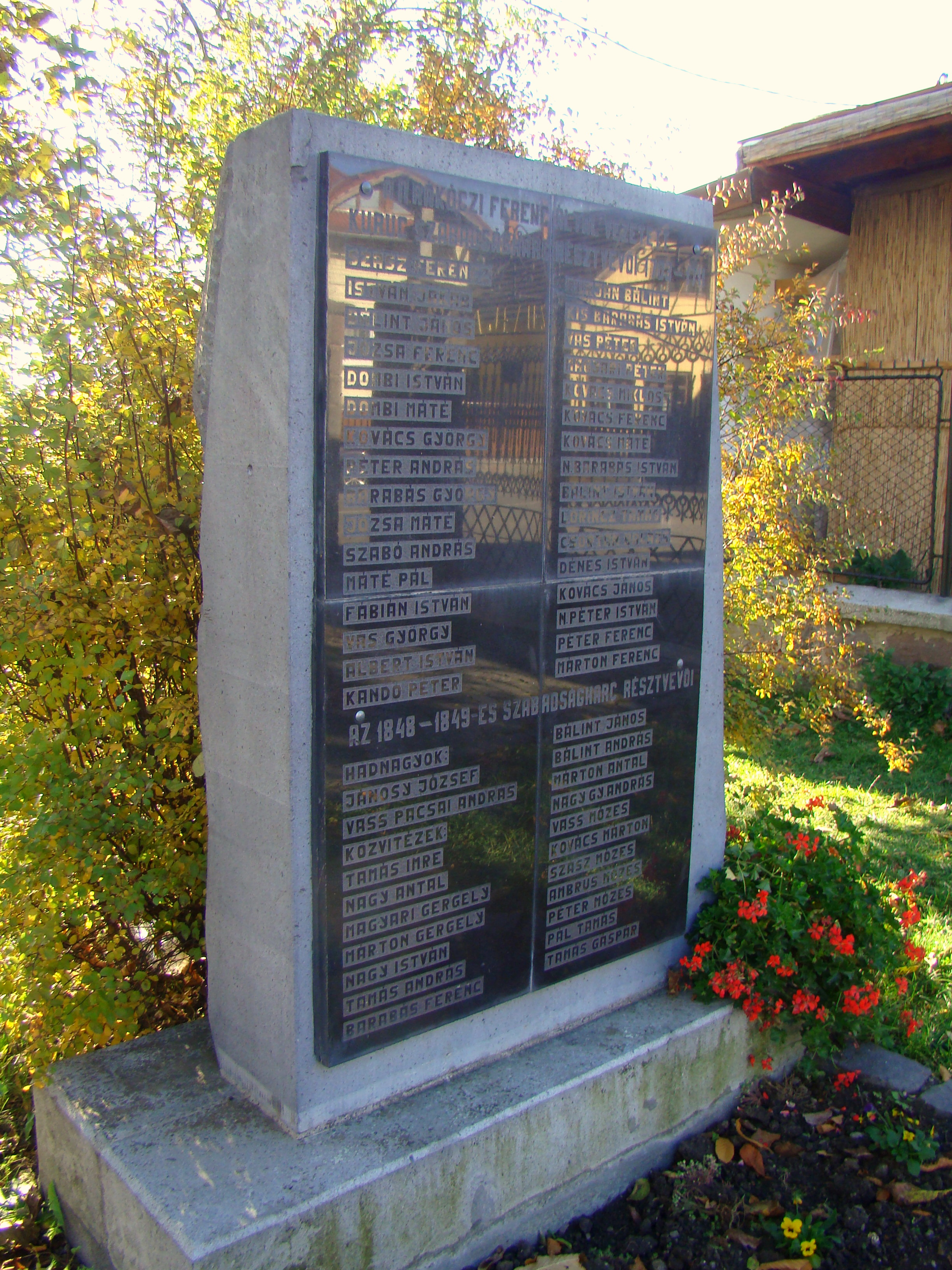
Monumentul eroilor
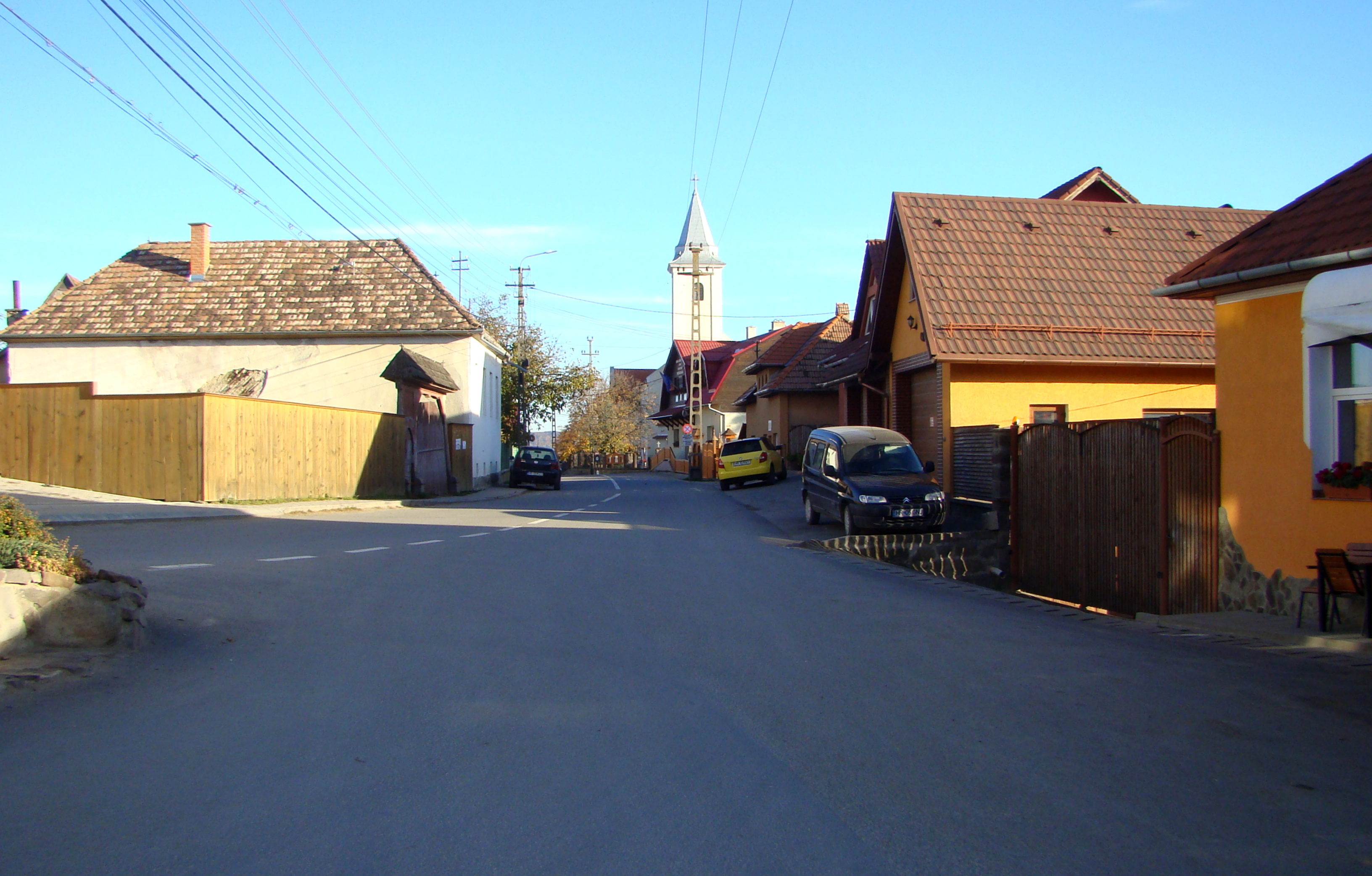
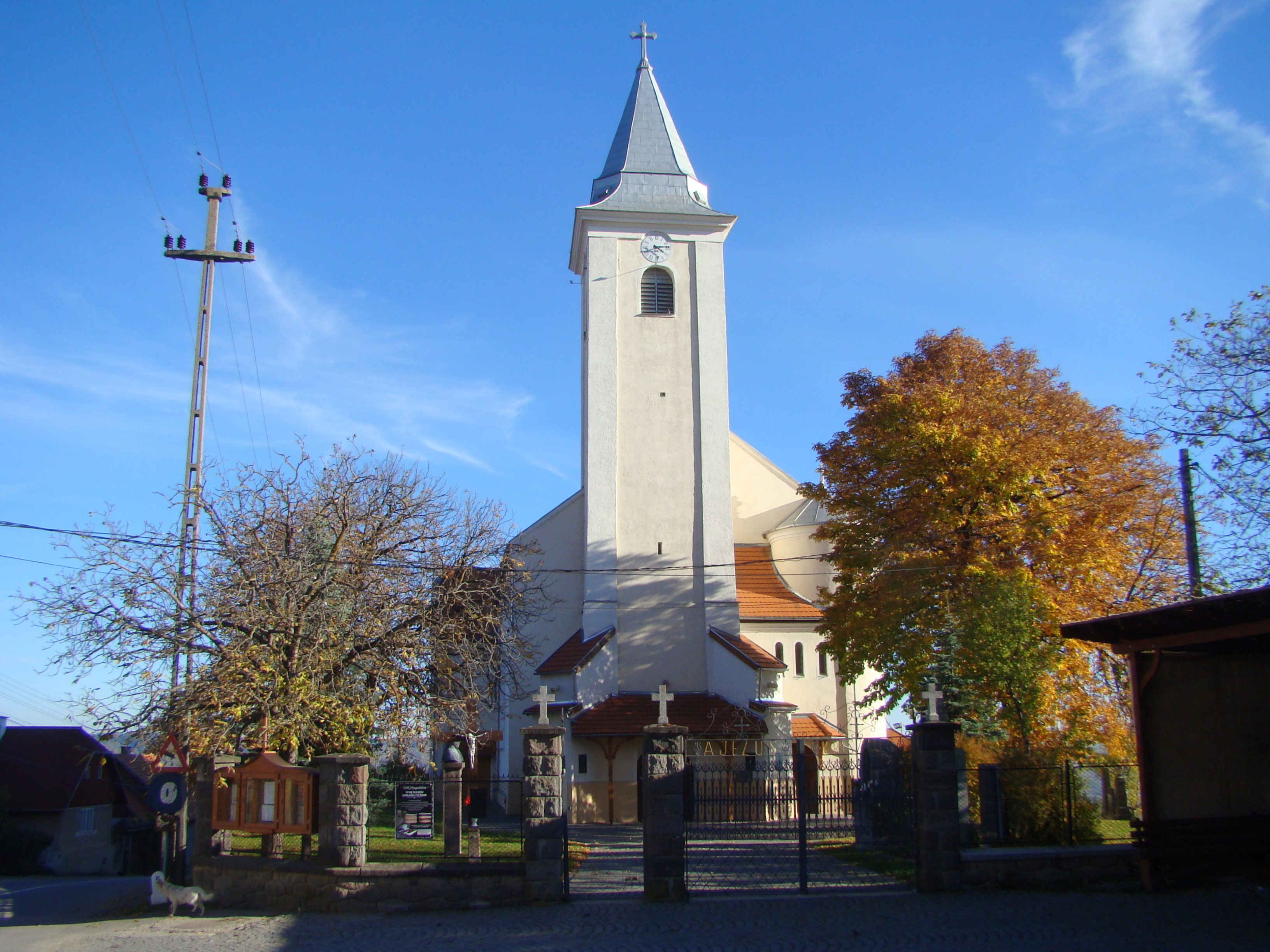
Biserica romano-catolică
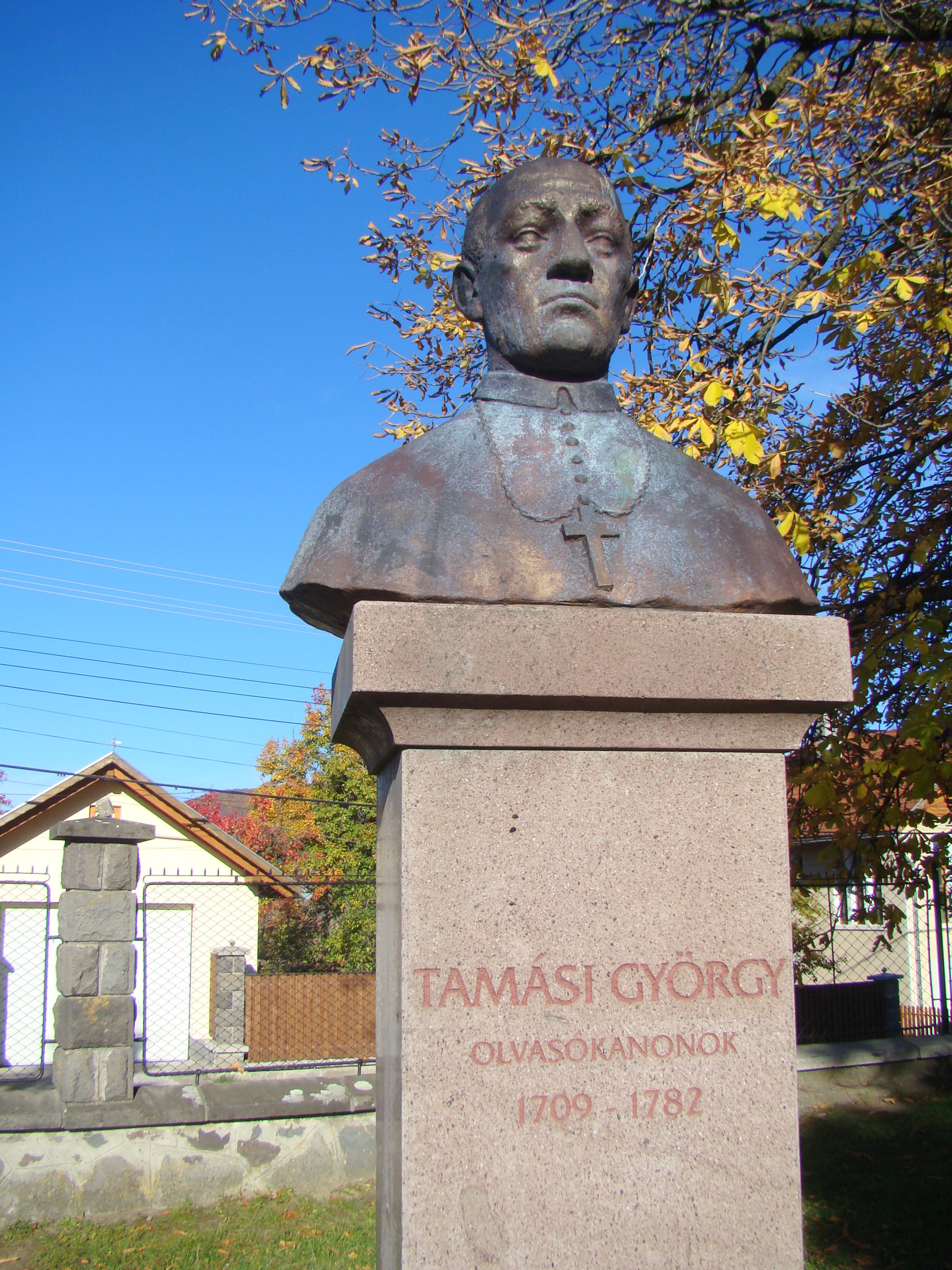
Bustul lui Tamási György
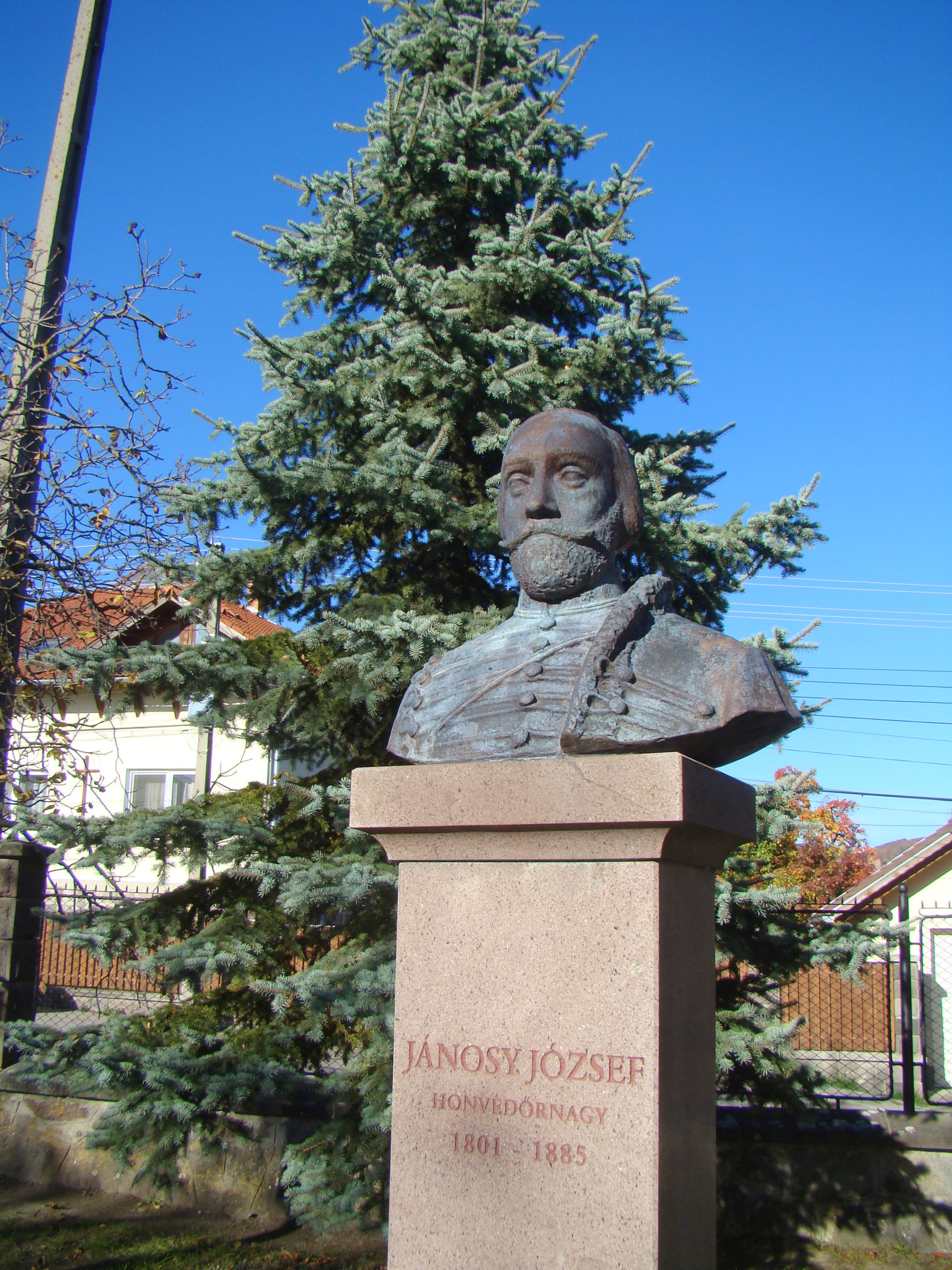
Bustul lui Jánosy József
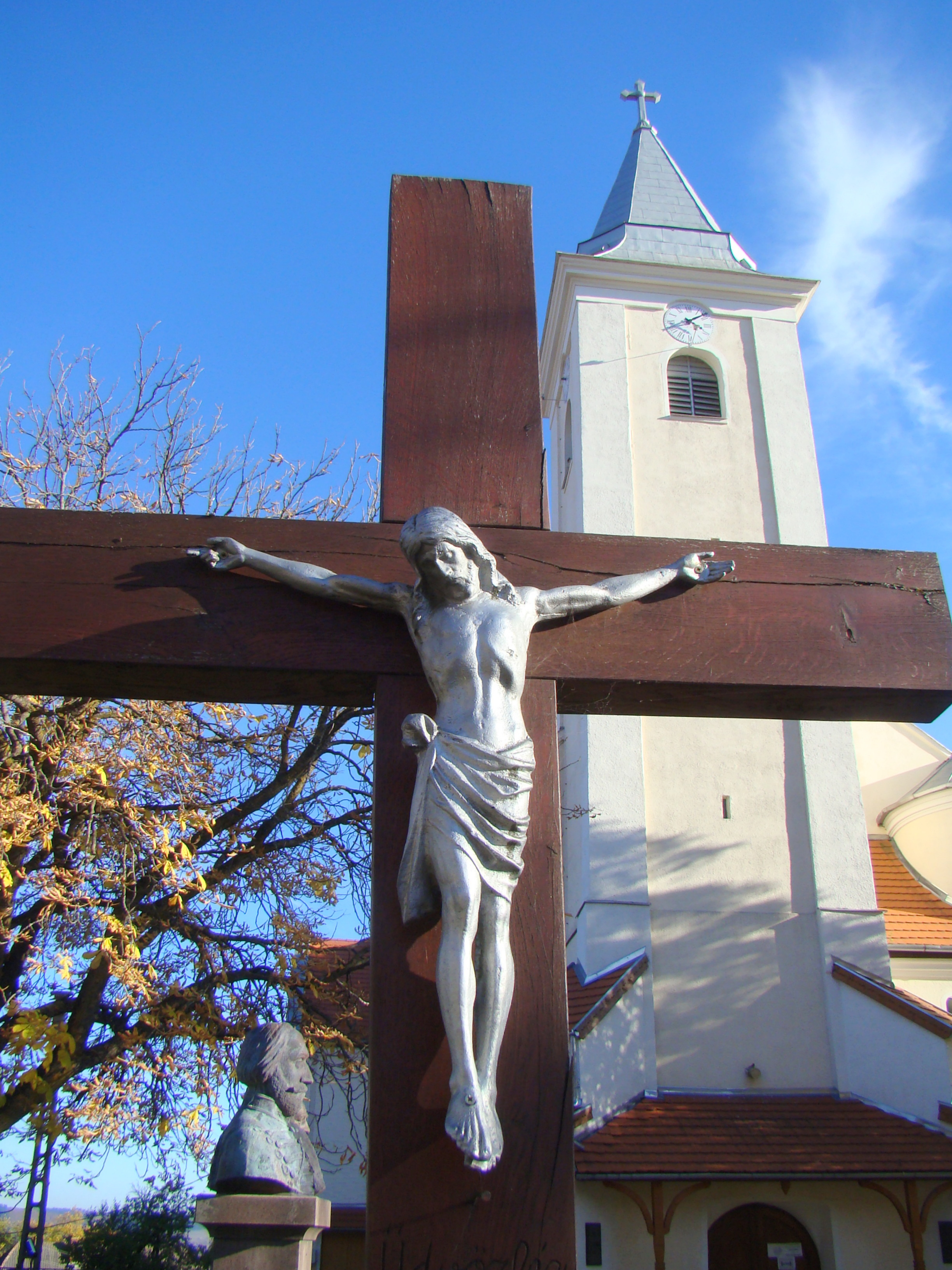
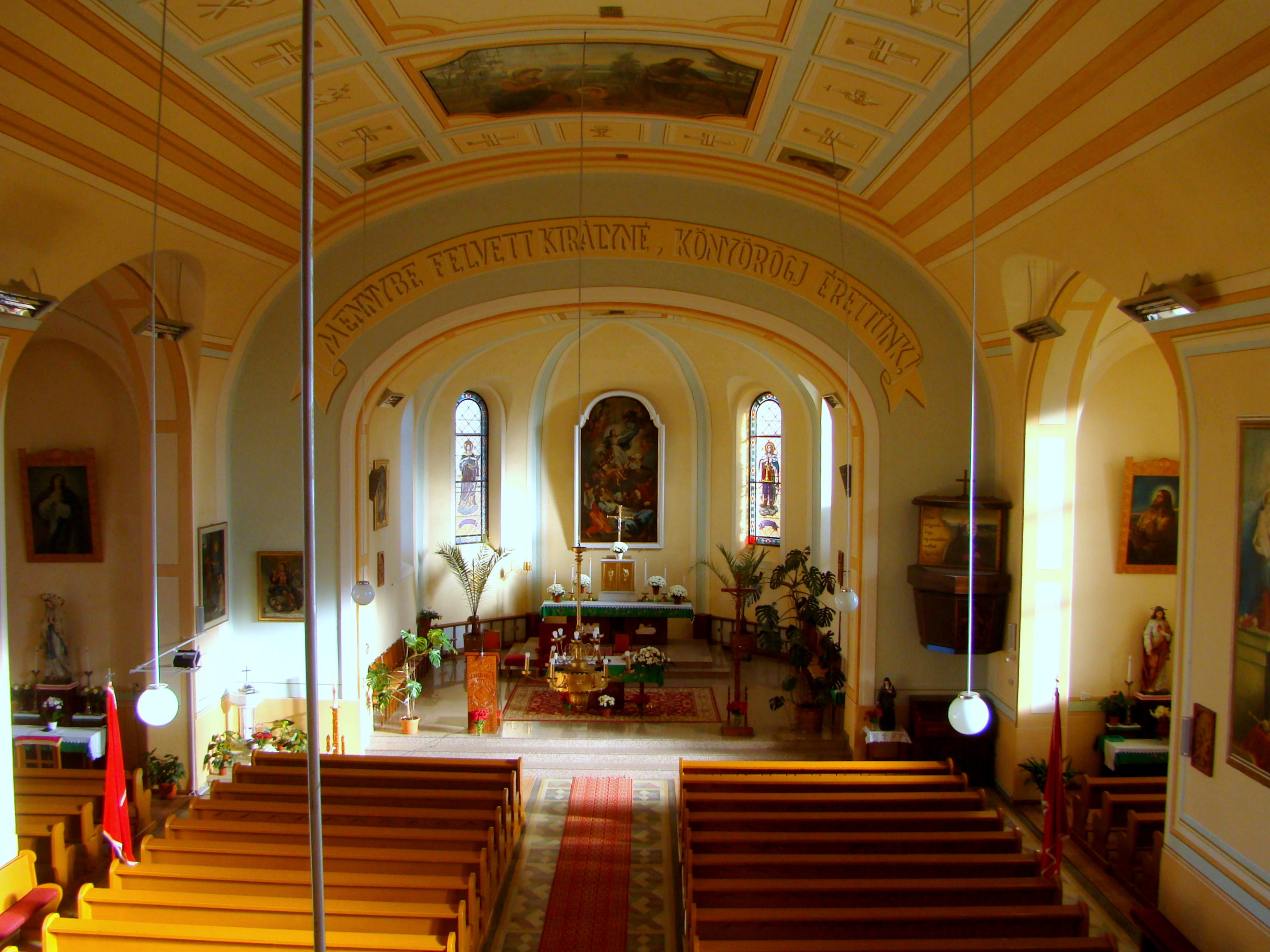
Nava spre altar
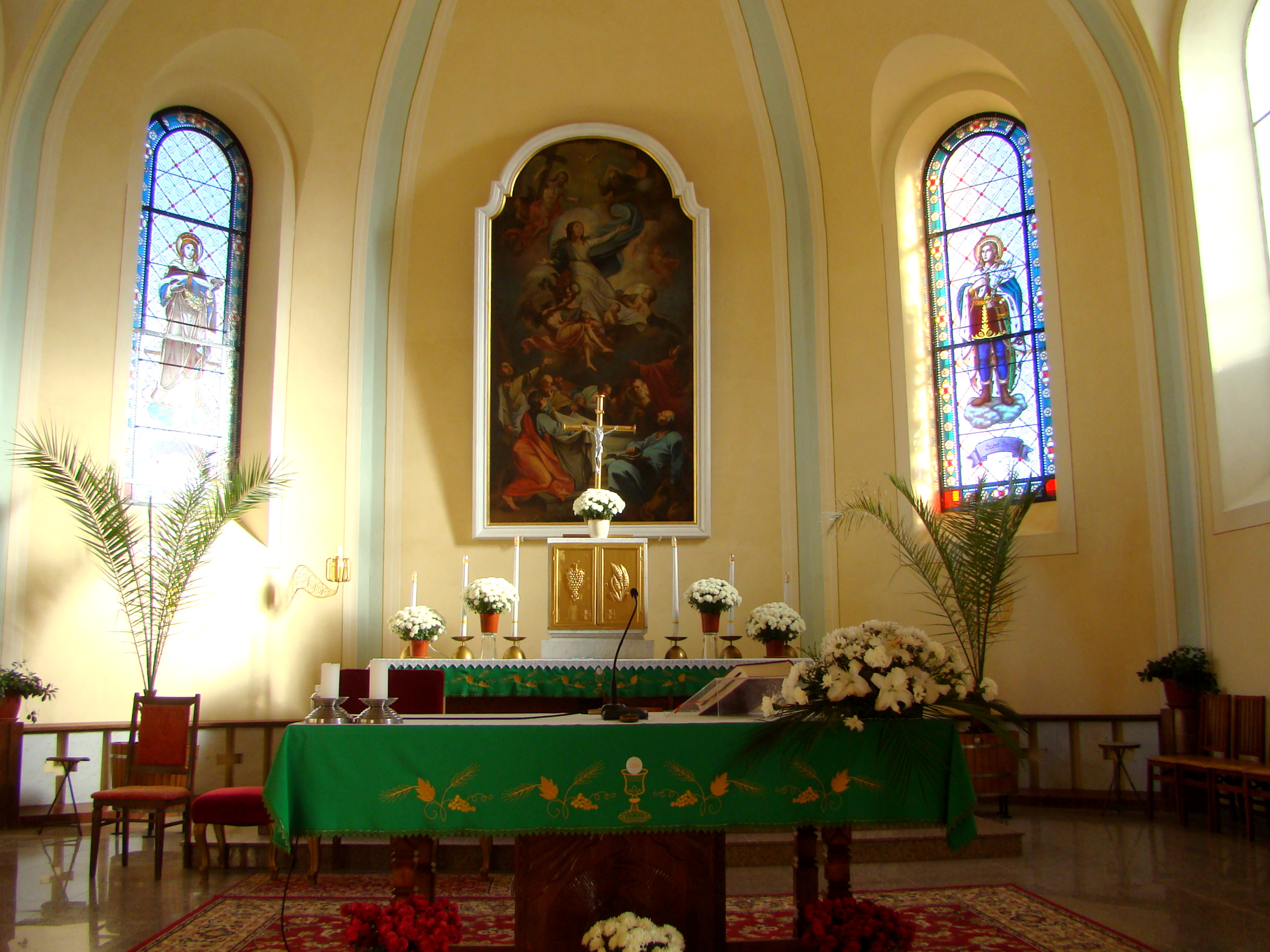
Altarul flancat de vitralii
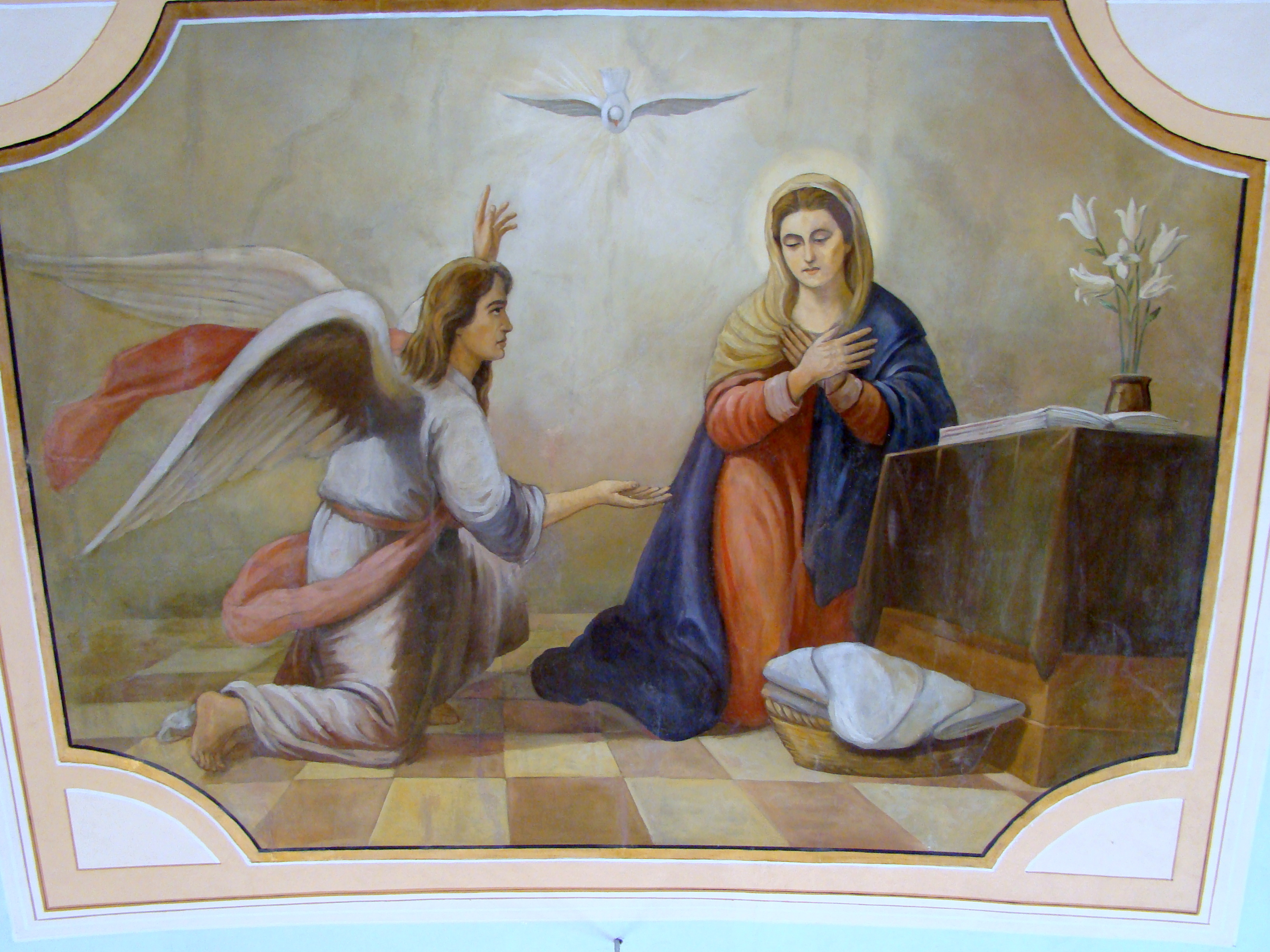
Buna Vestire